# عرش الشمس

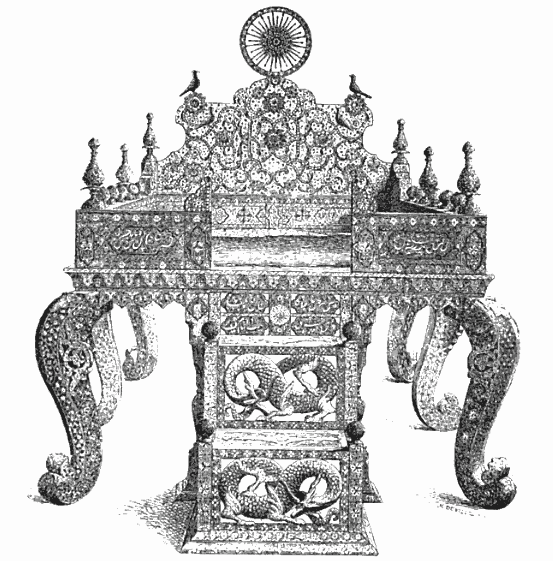
رسم عرش الشمس 1892

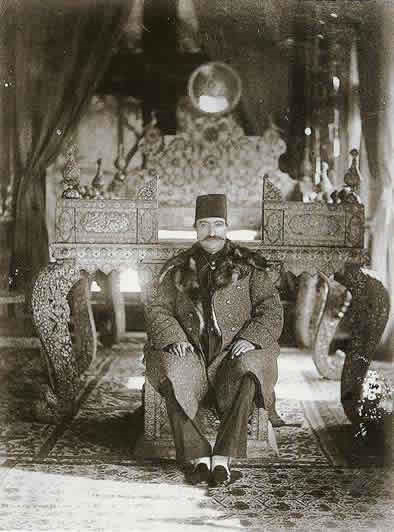
ناصر الدين شاه جالسًا على درجات عرش الشمس في قاعة المرايا بقصر جولستان

عرش الشمس ((بالفارسية: تخت خورشید) : تخت خورشيد) هو العرش الإمبراطوري لإيران. سميَّ بهذا الاسم على قرص الشمس المشع على اللوح الأمامي. العرش له شكل منصة، على غرار العرش الرخامي في قصر جولستان. بُنيَّ عرش نادري في وقت لاحق ويشبه الكرسي.

## التاريخ
شُييد من أجل شاه بلاد فارس، فتح علي شاه قاجار، في أوائل القرن التاسع عشر، واستُخدم عرشاً للتتويج منذ ذلك الحين فصاعدًا. وتزوج من طاووس خانم تاج الدولة. يُترجم اسمها في اللغة الإنجليزية إلى Lady Peacock. أقيم حفل الزواج على العرش، وأصبحت تافوس خانوم زوجته المفضلة. بسبب اسمها، سُميَّ العرش خطأً فيما بعد «بعرش الطاووس» (بالفارسية: تخت طاووس، تاخت تافوس).  وافتُرِض أن أجزاء من عرش الطاووس المغولي المنهوب قد أعيد استخدامه، مثل الأرجل أو أجزاء أخرى، ولكن لا يوجد دليل قاطع. ومع ذلك، وبمعنى مجازي، فإن مصطلح «عرش الطاووس» يشير أيضًا بشكل بلاغي بدايةً في الغرب إلى مؤسسة الملكية الفارسية.
لا يوجد عنصر واحد على عرش الشمس به طاووس. كان الأسد والشمس رمزًا قديمًا للملكية في بلاد فارس. عندما يجلس الشاه على العرش، كان يرمز إلى الأسد، مع رمز الشمس من خلفه. ويمكن أيضًا رؤية الشاه نفسه على أنه الشمس. حمل الشاه الأخير، محمد رضا بهلوي، لقب أريامهر (نور الآريين) وهو دلالة أخرى للشمس.
صُمِمَ العرش على شكل العرش الرخامي القديم، ويشترك معه في العديد من الميزات. يتخذ العرش شكل منصة مرتفعة يقود إليها درجان. تتميز الخطوات بقصص رمزية لمخلوقات شرسة. حول المنصة حديد ذهبي منقوش بخطوط من آيات قرآنية. في منتصف المنصة، يجلس الملك على مقعده مرتفعًا عن الأرض. هذا له دلالات قوية على الرمز الفارسي القديم Faravahar ، الشمس المجنحة. يوجد على العرش عصفوران منحوتان على جانبي الشمس. أضاف هذا إلى رمزية سمو وارتفاع العرش عن الأرض نحو السماء.
في أواخر القرن التاسع عشر جلس الملك على درجات السلم بدلاً من منتصف العرش.
حتى عام 1980، كان يقع عرش الشمس في قاعة المرايات في قصر جولستان. في عام 1980 تقرر نقلها إلى خزائن مجوهرات التاج الإيراني في البنك المركزي الإيراني حيث تُعرض الآن.

## اقرأ المزيد
- Curzon، George Nathaniel (1892). Persia and the Persian Question. London: Longmans, Green & Co.

## روابط خارجية
- http://www.zar.ir/News/News-4872.aspx
- http://www.worldisround.com/articles/73022/photo658.html نسخة محفوظة 9 يناير 2014 على موقع واي باك مشين.